# Mionectes
Genre
Mionectes est un genre de passereaux de la famille des Tyrannidés. Il se trouve à l'état naturel en Amérique du Sud,,,,,, en Amérique centrale, et dans le Sud du Mexique.

## Liste des espèces
Selon la classification de référence du Congrès ornithologique international (version 14.1, 2024) :
- Mionectes striaticollis (d'Orbigny & Lafresnaye, 1837) — Pipromorphe strié
  - Mionectes striaticollis columbianus Chapman, 1919
  - Mionectes striaticollis viridiceps Chapman, 1924
  - Mionectes striaticollis palamblae Chapman, 1927
  - Mionectes striaticollis striaticollis (d'Orbigny & Lafresnaye, 1837)
- Mionectes galbinus Bangs, 1902 — Pipromorphe à ventre jaune
  - Mionectes olivaceus hederaceus Bangs, 1910
  - Mionectes olivaceus galbinus Bangs, 1902
  - Mionectes olivaceus venezuelensis Ridgway, 1906
  - Mionectes olivaceus fasciaticollis Chapman, 1923
- Mionectes olivaceus Lawrence, 1868 — Pipromorphe olive
- Mionectes oleagineus (Lichtenstein, MHK, 1823) — Pipromorphe roussâtre
  - Mionectes oleagineus assimilis Sclater, PL, 1859
  - Mionectes oleagineus parcus Bangs, 1900
  - Mionectes oleagineus abdominalis (Phelps & Phelps Jr, 1955)
  - Mionectes oleagineus pallidiventris Hellmayr, 1906
  - Mionectes oleagineus dorsalis (Phelps & Phelps Jr, 1952)
  - Mionectes oleagineus pacificus (Todd, 1921)
  - Mionectes oleagineus oleagineus (Lichtenstein, MHK, 1823)
- Mionectes macconnelli (Chubb, C, 1919) — Pipromorphe de McConnell
  - Mionectes macconnelli macconnelli (Chubb, C, 1919)
  - Mionectes macconnelli peruanus (Carriker, 1930)
- Mionectes roraimae (Chubb, C, 1919) — Pipromorphe des tépuis
- Mionectes rufiventris Cabanis, 1846 — Pipromorphe à ventre roux